# Elphège Boursin
Pour les articles homonymes, voir Boursin.
Elphège Boursin, né à Falaise (Calvados) le 21 mai 1836 et mort le 27 février 1891 à Paris, est un journaliste, essayiste politique, homme de lettres et historien français.

## Carrière
Elphège Boursin collabora à divers journaux, rédacteur en chef du Progrès libéral de Toulouse, et ensuite, de la Correspondance républicaine. Après avoir écrit pendant quelque temps dans le Figaro, il entra, en 1869, à la Marseillaise et, depuis cette époque, appartint toujours à la presse la plus avancée de son époque. Il entreprit, dans le même ordre d’idées, la publication d’une série de brochures de propagande radicale qu’il signait, comme la plupart de ses écrits politiques, du pseudonyme de « Père Gérard », dans lequel parurent de 1870 à 1881 : l’Histoire de la Bastille ; les Grandes Fêtes nationales de la France ; les Mémoires politiques d’un canard ; les Capucins gourmands ; Nanette et Pousse-Caillou, etc. En 1878, le Père Gérard devint une publication hebdomadaire illustrée, journal populaire fort répandu, qui soutenait la politique républicaine modérée.
Il a signé, dans la Gazette de Paris, 1863 : l’Imagier du roi Charles VI, nouvelle, dans le Siècle illustré : l’Huissier des Touranges ; Deux Coups de sabre ; Histoire d’un fusil, dans le Patriote : la Petite Voiture de Pontarlier, Une vengeance prussienne, Claude Zepler, etc.
Membre de la Société des gens de lettres, Officier d’Académie, Boursin contribua à créer l’Association des journalistes républicains en 1880.
Resté Normand de cœur, il fut également le cofondateur,  en 1877, de la Société littéraire et artistique La Pomme.

## Écrits
- Le Livre des femmes au XIXe siècle, Paris, E. Rome, 1865 Paris, E. Rome, 1873, in-12, nombreuses rééditions ;
- Cahiers d’histoire du père Gérard. Histoire de la Révolution française racontée par le Père Gérard à ses amis les villageois. 1789-1872, illustrée de 300 dessins par Léonce Petit ; portraits par A. Rosé, Paris, André Sagnier, 1872-1884, in-8° ;
- Histoire de la Révolution française racontée par le Père Gérard à ses amis les villageois, Nouvelle édition considérablement augmentée et illustrée de nombreuses gravures, Paris, Léon Ebran, 1884, in-8°, VIII-312 p. ;
- Histoire romaine, Paris, Fayard, 1866, in-12 ;
- Histoire de l’agriculture, du commerce et de l’industrie en France, depuis le commencement de la monarchie jusqu’à nos jours, précédée d’études historiques sur le commerce des peuples anciens, Paris, E. Rome, 1868, in-12 ;
- Nouveau Dictionnaire universel de la langue française, contenant le vocabulaire français, les notices historiques, biographiques et mythologiques, les principaux termes usités dans les sciences et les arts, les locutions latines, anglaises et italiennes employées dans la conversation, 1re éd. Paris, Mulo, 1871 ; 2e éd., Laplace, Sanchez et Cie, 1877, in-18 ;
- Révolution parlementaire du 24 mai 1873, Paris, Librairie des célébrités contemporaines, 1873 ;
- Manuel des aspirants aux emplois réservés aux anciens sous-officiers, Paris, Sagnier, 1876 ;
- Manuel des aspirants au volontariat d’un an, 2e et 3e parties (« Agriculture » et « Commerce »), Paris, André Sagnier et G. Masson, in-18, 1874, 1880, plusieurs fois réédité ;
- Les Veillées du père Gérard. Les Capucins gourmands, Préf. Paul Arène, illustrations par Léonce Petit, Paris, C. Marpon et Ernest Flammarion, 1885, in-12, XII-161 p. ;
- La Constitution de la République française votée par l’Assemblée nationale dans la séance du 25 février 1875, expliquée et commentée par le père Gérard, suivie des réflexions judicieuses du bonhomme sur les affaires de la politique, Toulouse, Gimet, 1875 ;
- Panthéon démocratique. Danton, étude historique, no 3, Paris, Librairie de célébrités contemporaines, 1872, gr. in-8° ;
- La Politique du père Gérard, [1] « Catéchisme du bon républicain » ; [2] « Lettre à mon député » ; [3] « Un Gouvernement républicain, s’il vous plaît ? » ; [4] « Manuel du bon citoyen », 9 brochures reliées en 1 vol. in-18, Paris, André Sagnier, 1872-1873 ;
- En collaboration avec Augustin Challamel, Dictionnaire de la Révolution Française : Institutions, hommes et faits, Paris, Fusier et Jouvet , 1893-8, Gr. in-8°, VIII-935 p.
- En collaboration avec Louis Gosselin, Le Moniteur des français, ou Explication des lois, Paris, E. Rome, 1869.

## Sources
- Angelo De Gubernatis, Dictionnaire international des écrivains du jour, t. 1, Florance, L. Niccolai, 1891, p. 390.
- Noémi-Noire Oursel, Nouvelle Biographie normande, A. Picard, 1886, t. 1, p. 125-6.